# Baltazar Stanisławski
Balcer Stanisławski herbu Pilawa (zm. 4 marca 1610 roku) – starosta szydłowiecki, osiecki, starogardzki, kasztelan sanocki (1587), pisarz polny koronny, rotmistrz husarii, podskarbi nadworny (do 1607), podskarbi wielki koronny (od ok. 1607), sekretarz Stefana Batorego.

## Rodzina
Balcer Stanisławski był, według K. Niesieckiego (t.7, s. 487), najstarszym synem Kaspra Stanisławskiego podczaszego sanockiego i jego małżonki z Krasickich, która była obwoźnego koronnego siostrą. Ojciec Balcera Stanisławskiego jeszcze trzy razy brał ślub; drugi raz z Milanowską, z którą miał trzech synów; Marcina, Michała, i dwie córki, Jordnową i Farurejową, oraz trzeci raz żenił się z Raczkową i czwarty raz z Kozicką, z którą miał Adama Stanisławskiego.
Żoną Balcera Stanisławskiego została NN. Źółkiewska, z którą miał czterech synów i m.in. Izajasza Stanisławskiego.

## Kariera
Balcer Stanisławski otrzymał staranne wykształcenie, jak i też popisywał się męstwem w walce w obronie Polski i dlatego już jako rotmistrz był dostrzeżony przez króla Stefana Batorego. Za zasługi wojenne przeciw Moskwie i udział w innych walkach król obiecał stanowisko podskarbiego wielkiego koronnego i wkrótce ogłosił go pisarzem polnym koronnym. 
Poseł na sejm koronacyjny 1587/1588 roku z województwa ruskiego.
Zygmunt III Waza w dniu 24 stycznia 1588, widząc, jak w bitwie pod Byczyną bohaterską toczy walkę w obronie tronu polskiego po śmierci Stefana Batorego, przeciw arcyksięciu austriackiemu Maksymilianowi III Habsburgowi, pod dowództwem swojego stronnika hetmana wielkiego koronnego-Jana Zamoyskiego, uczynił go kuchmistrzem koronnym i obdarzył kasztelanią sanocką.
Po Janie Młodziejowskim został podskarbim nadwornym, a po Janie Firleju – podskarbim wielkim koronnym.
Wydawał monety - np., grosz z roku 1609, ze swoim herbem Pilawa - Podskarbiego Balcera Stanisławskiego.
Bronił też króla i królewiczów w czasie wojny domowej i rokoszu.
Poślubił wdowę po Marcinie Berewiczu; Dąbrowską z Wojanowa, ale z nią nie miał dzieci. Z Elżbietą Herburtówną – podkomorzanka podolską, starościanką barską, miał córkę Mielecką i syna Jana Karola Stanisławskiego (1580-1636) – starostę szydłowieckiego.

## Źródła;
- Kasper Niesiecki, Jan Nepomucen Bobrowicz, Herbarz polski Kaspra Niesieckiego S.J. 1841, t 7, s.487